# Tarenna vignei
Tarenna vignei är en måreväxtart som beskrevs av John Hutchinson och John McEwan Dalziel. Tarenna vignei ingår i släktet Tarenna och familjen måreväxter.

## Underarter
Arten delas in i följande underarter:
- T. v. subglabra
- T. v. vignei